# Дуализъм (религия)
Вижте пояснителната страница за други значения на Дуализъм.
Като дуалистични (на латински: duo, dualis: две, двойствен) биват определяни философските и/или религиозни системи, защитаващи наличието на две основни начала (принципа, естества, същности), разглеждани като напълно независими едно от друго и антагонистични (намиращи се в постоянна борба помежду си): доброто и злото, силите на светлината (познанието, красотата и духовността) и тъмнината (мракобесието, злобата, греха и порочността), Бог и Сатаната. Дуализъм е всяко учение, което за разлика от монизма, възприема не едно, а две основополагащи начала. Най-широко терминът за доброто и злото, греховността и светостта е застъпен в християнското богословие и терминология, където двете начала са доброто и злото, светлината и тъмнината и т.н. Намира приложение също в класификацията на философските учения, където разбирането е по-широко, в зависимост от конкретната употреба. По-тясно значение има при марксическото деление на философските школи, където означава равнопоставеност на материята и духа и съответно на дефинираните от марксическата терминология философски системи на материализъм и идеализъм – терминология, която по инерция продължава да се употребява в ограничена част от днешните философски среди в България. В по-широк смисъл и предимно като епитет думата се употребява в политологията, социологията и др.
В по-тесен смисъл понятието се отнася за гностическите теогонични и космогонични митове, обясняващи присъствието на злото и човешката грешност в света (ентропията), като творение на вечно противопоставящия се на доброто и Бога Дявол.
Тези религиозни или метафизични схващания могат да бъдат повече или по-малко крайни, издигайки образа на Дявола до равнопоставеност на Добрия Бог (Бог на светлината, доброто начало) и приписвайки му участие в творението на материалния свят и човека („тварността“).
Изясняването на понятието дуализъм може да бъде осмислено единствено в противопоставянето му на монизма, разбран като философски опит да се превъзмогне идеята за вечната борба между доброто и злото в света, и особено в човешката природа (същност). И двете философски системи (сходни, дори, когато полемизират помежду си) се противопоставят на пантеизма.

## Произход на термина
Използван е за първи път от Том Хайд през 1700 г.  като богословски термин за означаване на дуализма на персийската религия, наречена по-късно зороастризъм; в същия смисъл бива използван от Пиер Бейл (Bayle)  и Лайбниц .
Християн фон Волф  го въвежда като философско и онтологично понятие, за да означи вечната човешка борба между тленността (тварността) и духовността. Противопоставя го на монизма на Тома Аквински, който дефинира като философски опит да се надмогне този изконен антагонизъм.

## История
Дуализмът е в основата на много от древните религии и философии, оформили значима част от теогонните и космогонни митове в Китай, Египет, и особено Персия. Персийската религия реформирана от Зороастър ок. VI в., се основава на противопоставянето на едно вечно и добро начало Ормузд (Бог) на злото в образа на Ариман.
Различни форми на философски и религиозен дуализъм се срещат в онтологичните схващания на Питагор: в противопоставянето между крайност и безкрайност, четност и нечетност и производните им. Открива се и в представите на Емпедокъл за приятелството и омразата, които Аристотел разбира като Доброто и Злото . В космогонните идеи на Анаксагор за първичния хаос и разума (nous) и в тези на атомистите, които боравят с представи за безкрайната празнота и множествеността на невидимите частици.
Особено ярко е присъствието му у Платон, в идеята му за наличието на два свята: разумният – този на идеите, вечното, необходимото и непреходното; и чувствителния свят на материята – временна, преходна и тленна. От неговите възгледи тръгва и пренебрежението към материалния свят и идеята за тялото (тленността) като тъмница за душата, така както се възражда в неоплатонизма, но с нововъведението на доктрината за еманацията като връзка между тези двата свята.
Някои от характерните за дуализма особености, като философска и особено като религиозна система се откриват в една или друга степен в:
- Питагоризма
- Орфизма
- Митраизма

В западноевропейската следренесансова философия, силно повлияна от католицизма и борбата между реформизма и контрареформизма се размива разликата между религиозните и идейни онтологични категории. Във философски смисъл Декарт, противопоставя дух (res cogitans) и материя (res extensa). Това е вид дуалистично гледище. Имануел Кант, от своя страна, въвежда нова дуалистична представа за чистия и практичен разум, естествения свят на видимото (феномен), детерминизма и моралния свят на реалността в себе си (nóumen) и свободата. Последвателите му продължават да задълбочават противопоставянето на духовното и материалното, докато монизмът, повече религиозен, отколкото философски, се развива към схващане на реалността като единство, в което различията дори когато ни изглеждат несъвместими поради ограничеността на познанието ни, могат да се определят единствено като степени на тази реалност.

## Дуализъм в древния Изток
Подобно на всички други религиозно-философски системи, мисълта на древна Индия е пронизана от идеята за дуализъм между битието на Твореца Брахма и неговото творение: Атман личното, субективното битие на отделния индивид – Аз-ът. Дихотомията (основно противоречие) между понятията Добро и Зло още не съществува. Несъвършенството в мирозданието, индивида и причината за страданието се обясняват и преодоляват посредством преодоляването на дихотомията между:
- невежество – знание;
- заблуда, илюзия – просветление;
- страдание – освобождаване от оковите на страданието, просветление.

### Индия

#### Санкхя
Космологичната система на Санкхя разграничава Пуруша (Аз, дух, съзнание) от Пракрити – субстанциална първопричина (материя, природа).
- Пракрити е независима и активна същност, но е лишена от съзнание – тя е основа на всичко съществуващо.
- 3 –те гуни направляват развитието на Пракрити. Това са сатва (светло начало, радост), раджас – стимулиращ елемент (движеща сила), който поражда страдание и тамас отрицателно, тъмно начало, което поражда апатия. Пуруша (Аз) е пасивно но съзнателно начало. [6]
- Основното невежеството (Авидия) е следствие на смесването на това което е Аз-ът и онова, което той не е, или от смесването на Пракрити и Пуруша. Душата достига до своята крайна цел – своето освобождение, когато осъзнае дълбоката разлика между тези две същности.

#### Веданта
- Брахма е въплъщение на творческия принцип на вселената, персонификация на абсолюта като висше

обективно начало. От неготово уплътнено битие в телесното тленното възниква светът на живите същества и явленията. Брахма определя и хронологията на света. Брахман живее сто свои години, всяко от които е равна на 311 040 000 000 000 човешки години Дейността на Брахма е циклична.  Брахма е деен през денят, тогава вселената, създадена от дъхът на Брахма е изявена. Нощта на Брахма е време на неговия отдих от творческия акт и пребиваване в не деяние.
- Атман е субективното индивидуално битие и психика, Азът и физическото тяло. Като субективно индивидуално начало Атман е в общение с обективната първична реалност – Брахма, който трябва да почита и като крайна цел да постигне тъждество и идентичност на обективното и субективно битие, сливане с Брахма или просветление.
- Мая е материалният принцип на вселената, силата на Брахма. Тя е разделителната и отличителна граница между Брахма и Атман, индивидуалното и обективно битие, между материята и абсолютното. Мая е незнание, космическа илюзия, която покрива Брахма от човешкия взор, така, че човек вижда само многообразието на вселената, а не единството на реалното, абсолютно битие. Мая има два взаимно противоречиви и допълващи се аспекта: Авидя (незнание) и Видя (знание). Авидя води до привързаност към света, а Видя, до абсолютното постигане и сливане с Брахма, при което тези две противоположности изчезват. [8]

### Китай
В Древно китайската космогония двете полярни противоположности Ин (мъжкото, активно начало) и Ян (женското, пасивно начало) създават Небето, Земята и цялата Вселена. Те са в същността на всичко съществуващото, но и двете са проявление на Дао. Тяхното взаимодействие, постоянното преливане и промяната на съотношението между тях пораждат вечно променящата се вселена, всички проявления на нещата и събитията, които съществуват.

### Израел
Богът на Израел е едновременно тук, във всяко нещо, едновременно трансцендентен и иманентен, личен и нематериален, присъстващ и отсъстващ. Бог има два аспекта: суровостта и милосърдието, които се сливат в най-високата точка на любовта.

#### Кабалла
Светът е божия еманация, а Бог (Ен-Соф) – е абсолютно неопределима и лишена от атрибути безпределност. В акта на сътворение на света и нещата Ен-Соф ограничава своята безпределност и същевременно изявява различни страни и качества на своята същност. Безликият Бог се въплътява и разгръща проявлението на своята същност в света, като изминава пътя на „Дървото на живота“ и десетте Сефирот". В своята съвкупност „сефирот образуват космичното тяло на съвършеното същество и първият човек: Адам Кадмон.
Последната степен на божието проявление кабалистите наричат Асия: действеност, правене в света на материята.

Божият творчески акт на сътворението се осъществява в няколко последователни етапа:
- Бог се оттегля в себе си (цимцум),
- Грехът разбива вселената (шевира),
- Чрез молитвата и светостта си праведникът трябва да възстанови счупените парченца и целостта на света, обединен с волята на словото (тикун).

Сътворената реалност е съставена от няколко феноменални реалности:
- Олам ацилут, светът на еманацията, който съответства на най-висшите духовни реалности,
- Олам абериах, светът на съзиданието
- Олам айецира, светът на съзиданието, който е светът на душата и накрая
- Олам асия, светът на действието т.е. светът в който се движи материята. [10]

## Античност

### Неоплатонизъм
Редица школи в Древна Гърция и Рим, които тълкуват диалозите на Платон и систематизират неговото учение.
Още Плотин и неговите ученици Амелий и Порфирий разработват основните понятия на неоплатонизма. Битието е йерархично а най-висшето начало е Единното благо. Това висше начало може да бъде постигнато само във висш мисловен екстаз и изразено само посредством отрицания (апофатично). Еманацията на единното се спуска в низходящата йерархия и създава последователно битието на:
- ума (Нус) и съдържащите се идеи в него;
- душата: (Психе), насочена към ума и чувствения космос, който има вечно битие във времето.

## Религиозен дуализъм и християнската представа за Злото
Основната критика на православните и католически богослови към дуалистичните схващания се дължи на страха, че разбирането им за злата сила като демиург (паднал ангел, дявол или демон) и независима от човека онтологична категория, съперничаща си по могъщество с Бога, ако се изведе до крайност, стига до оневиняването на грешника (падналия поради първородния грях човек: „първи Адам“) и отричането на личната му отговорност, произтичаща от християнската представа за свободната воля. Това проличава в съчиненията на Аврелий Августин, използвани, като един от редките и основни източници на сведения за манихейската доктрина. Другият знаменит защитник на католическите догми от разобличаващите ги философски течения, продължаващи рационализма на Пиер Абелар и Авероес, както и от антицърковните народни движения на катари и валдензи, е Тома Аквински, считан за основател на монизма в западната философия. В трактата си Summa contra gentiles той защитава няколко тези, занимавали умувете на съвременниците му и в опита си да надмогне дуалистичното противопоставяне на двете несъвместими начала (принципа, природи, естества) – Добро и зло, постулира какво „не може“ да направи иначе Всемогъщият Бог, именно защото противоречат на природата Му:
- Бог не може да е тварна и тленна плът.
- Не може да промени Сам Себе си.
- Не може да се провали, умори, разкае, забрави, ядоса или натъжи.
- Не може да отнеме човешката душа.
- Не може да изтрие миналото.
- Не може да съгрешава (греши).
- Не може да създаде друг Бог.
- Не може да престане да съществува.

### Развитие и приемственост
Дуалистична е теогонията и космогонията на появилите се в лоното на ранното християнство школи, опитвайки се да търсят произхода на злото в „Принца на този свят“ – Светлоликия (Луцифер – Lucifer) (Сатана/Сатанаил, Дявола) и извън Светия и премилостив Бог (у когото „няма и помен от зло“), заклеймени по-късно от официалното християнство като ереси:
- Гностицизма
- Манихейството
- Присцилянството: учението на Присцилиян, обвинено от католическите полемисти като гностично и манихейско.

#### Средновековно възраждане
Манихейството се възражда в края на първото християнско хилядолетие като неоманихейство , в лицето на народните и реформаторски антицърковни и антифеодални движения на:
- Павликяни
- Богомили
- Валдензи (валденси) и катари[14]
- Лоларди[15]

- В ученията на:
  - Поп Богомил[16] и поп Йеремия[17]
  - Петър Валдо
  - Джовани ди Луджо, смятан от съвременните учени [18] за автор на средновековния философски трактат на катарите от началото на XIII век познат като Книга за двете начала/двата принципа (Liber de Duobus Principiis) и открит в архивите на инквизицията в средата на миналия век. [19]
  - Свети Франциск и фракциите на францисканския орден: бегини и бегарди.
  - Йоаким от Фиоре
  - Джон Уиклиф[20]

#### Връзка с протестантската Реформация
Някои от видните реформатори и рационалисти виждат в последните кълновете на протестантската Реформация, и се смятат за техни идейни продължители.

#### В съвремието ни
Съвременното възраждане на дуалистичните учения може да се открие в теософията, дъновизма и движението Нова Ера (New Age).
- Видни представители:
  - Петър Дънов
  - Елена Блаватска